# 100 mètres féminin aux Jeux olympiques d'été de 1976 (athlétisme)
Navigation
Munich 1972 Moscou 1980
L'épreuve du 100 mètres féminin aux Jeux olympiques de 1976 s'est déroulée les 24 et 25 juillet 1976 au Stade olympique de Montréal, au Canada.  L'Allemande de l'Ouest Annegret Richter remporte la finale dans le temps de 11 s 08, quelques heures après avoir établi un nouveau record du monde en demi-finales en 11 s 01.

## Faits marquants
39 concurrentes représentant 22 nations participent à l'épreuve.
L'Allemande de l'Ouest Inge Helten avait établi un record du monde en 11 s 04 à Fürth, tandis que sa compatriote Annegret Richter était créditée d'un temps de 10 s 8. Néanmoins, l'Allemande de l'Est Renate Stecher, tenante du titre, était la favorite.
Richter réalise le meilleur temps des séries avec 11 s 19. Elle remporte son quart de finale en 11 s 05, nouveau record olympique, les autres meilleurs temps étant de 11 s 20 par Helten et 11 s 22 par Stecher.
Le lendemain, en demi-finale, Annegret Richter court en 11 s 01, record du monde, devant la toute jeune Evelyn Ashford. Stecher remporte l'autre demi-finale en 11 s 10, devant Helten en 11 s 18.
Lors de la finale, les trois Allemandes sont au même niveau jusqu'à la mi-course, où Richter creuse l'écart pour finir un demi-mètre devant Stecher, Helten complétant le podium. L'Australienne Raelene Boyle, pour la troisième fois finaliste en trois éditions, termine quatrième.

## Résultats

### Finale
| Rang               | Athlète               | Pays                 | Temps   |
| ------------------ | --------------------- | -------------------- | ------- |
| Médaille d'or      | Annegret Richter      | Allemagne de l'Ouest | 11 s 08 |
| Médaille d'argent  | Renate Stecher        | Allemagne de l'Est   | 11 s 13 |
| Médaille de bronze | Inge Helten           | Allemagne de l'Ouest | 11 s 17 |
| 4                  | Raelene Boyle         | Australie            | 11 s 23 |
| 5                  | Evelyn Ashford        | États-Unis           | 11 s 24 |
| 6                  | Chandra Cheeseborough | États-Unis           | 11 s 31 |
| 7                  | Andrea Lynch          | Royaume-Uni          | 11 s 32 |
| 8                  | Marlies Oelsner       | Allemagne de l'Est   | 11 s 34 |

### Demi-finales
Les quatre premières de chaque demi-finale se qualifient pour la finale.

#### Série 1
| Rang | Athlète               | Pays                 | Temps   | Note  |
| ---- | --------------------- | -------------------- | ------- | ----- |
| 1    | Annegret Richter      | Allemagne de l'Ouest | 11 s 01 | Q, WR |
| 2    | Evelyn Ashford        | États-Unis           | 11 s 21 | Q     |
| 3    | Chandra Cheeseborough | États-Unis           | 11 s 26 | Q     |
| 4    | Marlies Oelsner       | Allemagne de l'Est   | 11 s 29 | Q     |
| 5    | Rosie Allwood         | Jamaïque             | 11 s 32 |       |
| 6    | Vera Anisimova        | Union soviétique     | 11 s 39 |       |
| 7    | Silvia Chivás         | Cuba                 | 11 s 43 |       |
| 8    | Marjorie Bailey       | Canada               | 11 s 47 |       |

#### Série 2
| Rang | Athlète            | Pays                 | Temps   | Note |
| ---- | ------------------ | -------------------- | ------- | ---- |
| 1    | Renate Stecher     | Allemagne de l'Est   | 11 s 10 | Q    |
| 2    | Inge Helten        | Allemagne de l'Ouest | 11 s 18 | Q    |
| 3    | Raelene Boyle      | Australie            | 11 s 22 | Q    |
| 4    | Andrea Lynch       | Grande-Bretagne      | 11 s 28 | Q    |
| 5    | Lyudmila Maslakova | Union soviétique     | 11 s 34 |      |
| 6    | Brenda Morehead    | États-Unis           | 11 s 38 |      |
| 7    | Patty Loverock     | Canada               | 11 s 40 |      |
| 8    | Linda Haglund      | Suède                | 11 s 41 |      |

### Quarts de finale
Les quatre premières de chaque quart de finale passent en demi-finale.

#### 1erquart de finale
| Rang | Athlète               | Pays                 | Temps   | Note  |
| ---- | --------------------- | -------------------- | ------- | ----- |
| 1    | Annegret Richter      | Allemagne de l'Ouest | 11 s 05 | Q, OR |
| 2    | Marlies Oelsner       | Allemagne de l'Est   | 11 s 27 | Q     |
| 3    | Rosie Allwood         | Jamaïque             | 11 s 34 | Q     |
| 4    | Patty Loverock        | Canada               | 11 s 50 | Q     |
| 5    | Nadezhda Besfamilnaya | Union soviétique     | 11 s 63 |       |
| 6    | Sylviane Telliez      | France               | 11 s 64 |       |
| 7    | Esmeralda Garcia      | Brésil               | 11 s 77 |       |
|      | Debbie Jones          | Bermudes             | DNS     |       |

#### 2equart de finale
| Rang | Athlète               | Pays                 | Temps   | Note |
| ---- | --------------------- | -------------------- | ------- | ---- |
| 1    | Inge Helten           | Allemagne de l'Ouest | 11 s 20 | Q    |
| 2    | Chandra Cheeseborough | États-Unis           | 11 s 36 | Q    |
| 3    | Andrea Lynch          | Grande-Bretagne      | 11 s 36 | Q    |
| 4    | Linda Haglund         | Suède                | 11 s 48 | Q    |
| 5    | Carmen Valdés         | Cuba                 | 11 s 52 |      |
| 6    | Denise Robertson      | Australie            | 11 s 56 |      |
| 7    | Carol Cummings        | Jamaïque             | 11 s 75 |      |
| 8    | Sue Jowett            | Nouvelle-Zélande     | 11 s 81 |      |

#### 3equart de finale
| Rang | Athlète            | Pays                 | Temps   | Note |
| ---- | ------------------ | -------------------- | ------- | ---- |
| 1    | Evelyn Ashford     | États-Unis           | 11 s 28 | Q    |
| 2    | Raelene Boyle      | Australie            | 11 s 29 | Q    |
| 3    | Lyudmila Maslakova | Union soviétique     | 11 s 37 | Q    |
| 4    | Silvia Chivás      | Cuba                 | 11 s 42 | Q    |
| 5    | Sharon Colyear     | Grande-Bretagne      | 11 s 51 |      |
| 6    | Elvira Poßekel     | Allemagne de l'Ouest | 11 s 58 |      |
| 7    | Lea Alaerts        | Belgique             | 11 s 71 |      |
| 7    | Margaret Howe      | Canada               | 11 s 96 |      |

#### 4equart de finale
| Rang | Athlète              | Pays               | Temps   | Note |
| ---- | -------------------- | ------------------ | ------- | ---- |
| 1    | Renate Stecher       | Allemagne de l'Est | 11 s 22 | Q    |
| 2    | Brenda Morehead      | États-Unis         | 11 s 30 | Q    |
| 3    | Marjorie Bailey      | Canada             | 11 s 44 | Q    |
| 4    | Vera Anisimova       | Union soviétique   | 11 s 47 | Q    |
| 5    | Debbie Wells         | Australie          | 11 s 51 |      |
| 6    | Lelieth Hodges       | Jamaïque           | 11 s 58 |      |
| 7    | Mona-Lisa Pursiainen | Finlande           | 11 s 72 |      |
| 8    | Isabel Taylor        | Cuba               | 11 s 92 |      |

## Légende
Records et Performances
- AR : Record continental (area record)
- CR : Record des championnats (championship record)
- MR : Record du meeting (meet record)
- NR : Record national (national record)
- OR : Record olympique (olympic record)
- PR : Record paralympique (paralympic record)
- PB : Record personnel (personal best)
- SB : Meilleure performance personnelle de la saison (season's best)
- WL : Meilleure performance mondiale de l'année (world leader)
- WJR : Record du monde junior (world junior record)
- WR : Record du monde (world record)

Circonstances et Conditions
- DNF : N'a pas terminé (did not finish)
- DNS : N'a pas pris le départ (did not start)
- DQ : Disqualification (disqualification)
- NM : Aucun essai valable enregistré (No Mark)
- Q : Qualifié « directement » au prochain tour (ou à la prochaine compétition), lors d'une compétition majeure, grâce au classement ou à la réalisation des minima (automatic qualifier)
- q : Qualifié au prochain tour (ou à la prochaine compétition), lors d'une compétition majeure, grâce au repêchage ou à la réalisation de l'une des meilleures performances parmi celles des « non qualifiés directement » (grâce au meilleur temps ou à la meilleure distance par exemple) (secondary qualifier)